# Laurence Feininger
Laurence Feininger (noto anche come Lorenzo o Laurentius; Berlino, 5 aprile 1909 – Campo di Trens, 7 gennaio 1976) è stato un musicologo e presbitero tedesco.

## Biografia
Laurence Feininger nasce a Berlino dal padre Lyonel, pittore, e dell'artista Julia, nata Lilienfeld. Laurence è cresciuto a Berlino-Zehlendorf per i primi dieci anni della sua vita. La famiglia di artisti aveva un forte legame con il Bauhaus e il suo ambiente, tanto che Laurence entrò in contatto fin dall'infanzia con ambienti artistici e orientati alla grafica artistica. Attraverso i suoi nonni paterni (suo nonno, Karl Feininger, è stato un violinista tedesco naturalizzato statunitense) c'è stato fin da subito un forte legame con la musica. All'Università Ruprecht Karls di Heidelberg ha studiato musicologia, composizione e organo con Heinrich Besseler e filosofia con Karl Jaspers.

### La conversione e l'esilio
Nel 1934 fu battezzato come cristiano cattolico, indipendentemente dalle sue origini ebraiche. Considerando la cessione del potere ai nazionalsocialisti l'anno precedente, questa può essere stata vista allora come un tentativo di protezione minima, ma in vista del suo ulteriore sviluppo si è trattato sicuramente di una decisione presa con convinzione. Ha conseguito il dottorato nel 1937 sul tema del La storia antica del canonico fino a Josquin des Prez (intorno al 1500). Nello stesso anno la sua famiglia emigrò negli Stati Uniti d'America a causa della persecuzione nazista degli ebrei; Laurence ha così ricevuto un passaporto statunitense. Si recò nell'Italia fascista, in Alto Adige, e nel 1938 fuggì negli Stati Uniti. Dopo la deposizione di Mussolini nel 1943 fu internato negli Stati Uniti in qualità di straniero nemico. Le foto esistenti documentano i suoi soggiorni negli Stati Uniti con la famiglia nel 1946, 1950 e 1965.

### Morte
Feininger morì nel 1976 all'età di 67 anni in seguito ad un incidente stradale avvenuto sull'autostrada del Brennero a Campo di Trens, nei pressi di Vipiteno.

## Sviluppo professionale
Nel 1938 si recò a Trento per lo studio dei Codici musicali trentini, una fonte importante per la musica sacra europea del 1400. Ordinato sacerdote a Roma nel 1947, si stabilì negli anni successivi a Trento. Qui studiò a fondo la musica liturgica cattolica dal XIII a tutto il XVII secolo, curando i cataloghi delle opere e l'edizione di molte messe e mottetti di autori della tradizione polifonica europea e italiana come Giovanni Giorgi, Pompeo Cannicciari, Francesco Antonio Bonporti, Orazio Benevoli e Giuseppe Ottavio Pitoni. Egli considerava la musica sacra del XVII secolo come un anello di congiunzione tra l'arte perfetta (“ars Perfecta”) del “timer” pontificio (“modulator pontificus”) Palestrina e l'arte contrappuntistica di Bach.
Nessuno nella sua generazione ha lasciato un corpus più grande di edizioni di musica del quindicesimo e diciassettesimo secolo, tutte basate sulle fonti manoscritte originali, molte delle quali scoperte da lui di recente. Nessuno si impegnò di più per pubblicarli ed eseguirli, soprattutto quelli del XVII secolo. Nessuno ha preso più sul serio la loro funzione originaria. […] La sua speranza di tutta la vita era quella di riportare la liturgia e la musica cattolica al suo splendore originario.

– Edward Elias Lowinsky
Solo sporadicamente è stato coinvolto in società musicologiche nazionali o internazionali e ha preso raramente parte ai loro convegni e congressi. Si dice che conoscesse meglio di chiunque altro i manoscritti della Biblioteca Apostolica Vaticana e lavorò anche presso il Pontificio Istituto di Musica Sacra a Roma.
Fondò e diresse a Trento il Coro del Concilio, il quale fu attivo per più di venti anni. La sua collezione bibliografica e documentale, di grande importanza, è stata donata alla città di Trento e si trova al Castello del Buonconsiglio.

## Istituzioni ed eventi dedicategli
A Trento sono presenti la Biblioteca Musicale Laurence K. J. Feininger e il Centro di Eccellenza Laurence K.J. Feininger. A lui sono intitolati anche il ciclo di eventi Convegno internazionale di studi in memoria di Laurence Feininger (1985) e l'ensemble vocale Gruppo vocale Laurence Feininger.

## Opere principali
- Die Frühgeschichte des Kanons bis Josquin des Prez (um 1500), Emsdetten, H. & J. Lechte, 1937
- Membra disjecta reperta, Trento, Acta societatis universalis Santae Ceciliae, 1964
- Il codice 87 del Castello del Buonconsiglio di Trento, Bologna, Forni, 1971
- Repertorium cantus plani, 3 voll., a cura di Lorenzo Feininger, Tridenti, Societas universalis Sanctae Ceciliae, 1969-75